# 藤街 (倫敦)
51°30′34″N 0°08′14″W / 51.50941°N 0.13729°W

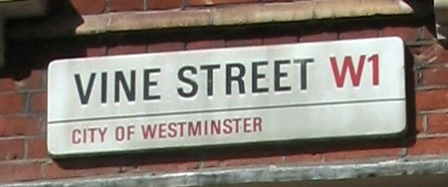
藤街西端的路牌。

藤街（英語：Vine Street）是倫敦西敏市的一條死路，始於燕街並與攝政街及皮卡迪利街平行。在18世紀初期，為建造攝政街而將一條更長的道路縮短，最終成為現在的藤街。
18至20世紀間，藤街建造了一處警察分局，並從哨所逐漸成長至世界上最繁忙的警察局之一，第9代昆斯伯里侯爵約翰·道格拉斯於1895年在此被控誹謗奧斯卡·王爾德；18世紀至19世紀初藤街亦建有一所法院。藤街與司法的聯繫使其與堡街和大馬爾伯勒街為一組被選為標準英國版地產大亨棋盤的物業。

### 引用
1. ↑  Westminster 2004，第15頁.
2. ↑  . Google Maps.   [2016-01-04]. （原始内容存档于2021-09-03）.
3. 1 2  F H W Sheppard (编). . Survey of London. 31–32, St James Westminster, Part 2 (London). 1963: 57–67  [2015-07-15]. （原始内容存档于2021-09-03）.
4. ↑  . The National Archives.   [2015-07-15]. MEPO 13/102. （原始内容存档于2021-09-03）.
5. 1 2  . Conveyancing Data Services. 2015-03-24  [2015-04-15]. （原始内容存档于2015-07-15）.
6. ↑  Moore 2003，第135頁.